# Ude af kontrol
 Der er for få eller ingen kildehenvisninger i denne artikel, hvilket er et problem. Du kan hjælpe ved at angive troværdige kilder til de påstande, som fremføres i artiklen.

Ude af kontrol er en dansk hip-hop/rap musikgruppe. Gruppen består af Daniel Balken (Balken), Joachim Nicholas Rouse (Englando) og Mark Løvendahl (Munken). De har været aktive siden 2014. Englando og Munken rapper og Balken er producer. Den primære musikgenre er Melbourne Bounce og rap. I 2020 rundede de 200.000.000 afspilninger på Spotify.[kilde mangler]
Deres største hit har været "FuckBoi" som har fået 17.100.000 afspilninger på Spotify. Deres sang "Velsignet (Har det godt. pt 2)" har rundet de 11.800.000 afspilninger på Spotify. "Morgenfest", som de lavede i samarbejde  Chriz og Heino, har fået 8.500.000 afspilninger mens sangene. "3xK" som har 8.300.000 afspilninger.  Disse 5 nævnte sange, har været deres største hits, men sange som "Snehvide med de 7 små poser" (5.500.000 afspilninger) "Sex on the beach" (3.900.000 afspilninger) "O.M.G." (3.300.000 afspilninger), "Fejrer det hele" (3.750.000 afspilninger) "Jantelov" (6.000.000 afspilninger), "Ikk' giv op" (3.600.000 afspilninger) "Suger coke fra dit røvhul" (6.000.000 afspilninger, "Har det Godt" (4.000.000), "Op a (8.800.000 afspilninger), "Næ" (8.100.000 afspilninger) og "Langt ude" (4.000.000 afspilninger), som alle er gået guld.
Sangen BoyToy havde efter 5 dage været på Danmarks Top 10 på Spotify og nummer 1 på YouTube.

## Diskografi

### Album
- Kontrolleret kaos (Deluxe) (2014)
- Ufrivillig fysisk respons (2015)
- BUSTUM (Deluxe) (2016)
- Ude af kurs EP (2017)
- Under al kritik (2018)
- Uforglemmelig anderledes kunst (2020)
- Bedre Sent End Aldrig (2023)

### Sange
- "Sleske typer" (2015)
- "3xK" (2015)
- "Morgenfest" (2016)
- "FuckBoi" (2016)
- "Hælder op" (2016)
- "Lækker krop grimt fjæs" (2017)
- "Hårdere end dem" (2017)
- "Douchebag" (2017)
- "The Remix Pt. 2" (2017)
- "Den bedste julesang ever" (2017)
- "Velsignet (Har det godt pt. 2)" (2018)
- "Ku' godt" (2018)
- "Fejrer det hele" (2018)
- "Jantelov" (2018)
- "Op a" (2019)
- "O.M.G." (2019)
- "Hangover" (2020)
- "Sex On The Beach" (2020)
- "Fugtig" (2020)
- "WTF" (2020)
- "NUL" (2020)
- "Hvor Fuck Er Mine Juleklokker" (2020)
- "Hoe Hoe Hoe" (2020)
- "Autobahn" (2021)
- "Walk Of Shame" (2021)
- "Jungle" (2021)
- "Go Dag" (2021)
- "BoyToy" (2021)[1]
- "Søvnløs" (2021)[2]
- "Taknemmelig" (2022) [3]
- "Mr. Lummer" (2023)
- "Taknemlig" (2023)
- "Hey Ho" (2023)
- "Narkoline" (2023)
- "Det Ka Godt Bli Vildere" (2023)
- "Kom Bar Du" (2023)
- "We Like 2 Party (2023)